# Giulio Stival
Giulio Stival (14 de marzo de 1902 – 1 de abril de 1953) fue un actor teatral y cinematográfico de nacionalidad italiana.

## Biografía
Nacido en Venecia, Italia, fue un apasionado del teatro desde su niñez, y organizó en su ciudad natal una compañía de aficionados de la cual fue también director. En 1927 se hizo actor profesional, actuando en la compañía de Emma Gramatica. Al año siguiente actuó para la formación Giulietta De Riso-Memo Benassi, trabajando luego con Marta Abba, Antonio Gandusio y Ruggero Ruggeri, hasta que en 1933 formó una compañía propia junto a Dora Menichelli y Armando Migliari. 
Posteriormente colaboró con Dina Galli, junto a la cual actuó en los grandes éxitos Felicita Colombo y Nonna Felicita, de Giuseppe Adami. Después formó parte de una compañía que tenía como primera actriz a Kiki Palmer, y en 1939 volvió a coincidir con Emma Gramatica. Finalmente, en 1942 tuvo un tentador contrato con la Compañía del Teatro Eliseo dirigida por Ermete Zacconi, recibiendo elogios por su actuación en dos obras de George Bernard Shaw, Cándida y Casa de viudas. Stival siguió también muy activo en el teatro tras el fin de la Segunda Guerra Mundial, actuando tanto en obras clásicas como modernas.
Actor serio, culto y elegante, alternó la actividad teatral con la cinematográfica, medio en el cual su presencia fue marginal, limitándose a buenas caracterizaciones y nada más, siendo su primer film Gli uomini non sono ingrati (1937), de Guido Brignone, y el último Il cappotto (1952), de Alberto Lattuada, adaptación de una novela de Nikolái Gógol en la que trabajaba Renato Rascel. 
Giulio Stival murió prematuramente en Novara, Italia, a causa de un accidente de tráfico, el 1 de abril de 1953. Fue enterrado en el cementerio de Mogliano Veneto.

## Filmografía
| - Gli uomini non sono ingrati, de Guido Brignone (1937) - La casa del peccato, de Max Neufeld (1938) - Fascino, de Giacinto Solito (1939) - Frenesia, de Mario Bonnard (1939) - Batticuore, de Mario Camerini (1939) - Melodie eterne, de Carmine Gallone (1940) - Cantate con me!, de Guido Brignone (1940) - L'orizzonte dipinto, de Guido Salvini (1941) - I mariti - Tempesta d'amore, de Camillo Mastrocinque (1941) - La famiglia Brambilla in vacanza, de Carl Boese (1941) - Quarta pagina, de Nicola Manzari (1942) - Gian Burrasca, de Sergio Tofano (1943) - Il paese senza pace, de Leo Menardi (1943) - La buona fortuna, de Fernando Cerchio (1944) - Quartieri alti, de Mario Soldati (1945) - La vita semplice, de Francesco De Robertis (1946) | - Il cavaliere del sogno, de Camillo Mastrocinque (1947) - Yvonne la nuit, de Giuseppe Amato (1949) - La taverna della libertà, de Maurice Cam (1950) - Il monello della strada, de Carlo Borghesio (1950) - Le due verità, de Antonio Leonviola (1951) - Ha fatto 13!, de Carletto Manzoni (1951) - Totò e i re di Roma, de Steno y Mario Monicelli (1951) - Tre storie proibite, de Augusto Genina (1952) - Il cappotto, de Alberto Lattuada (1952) |

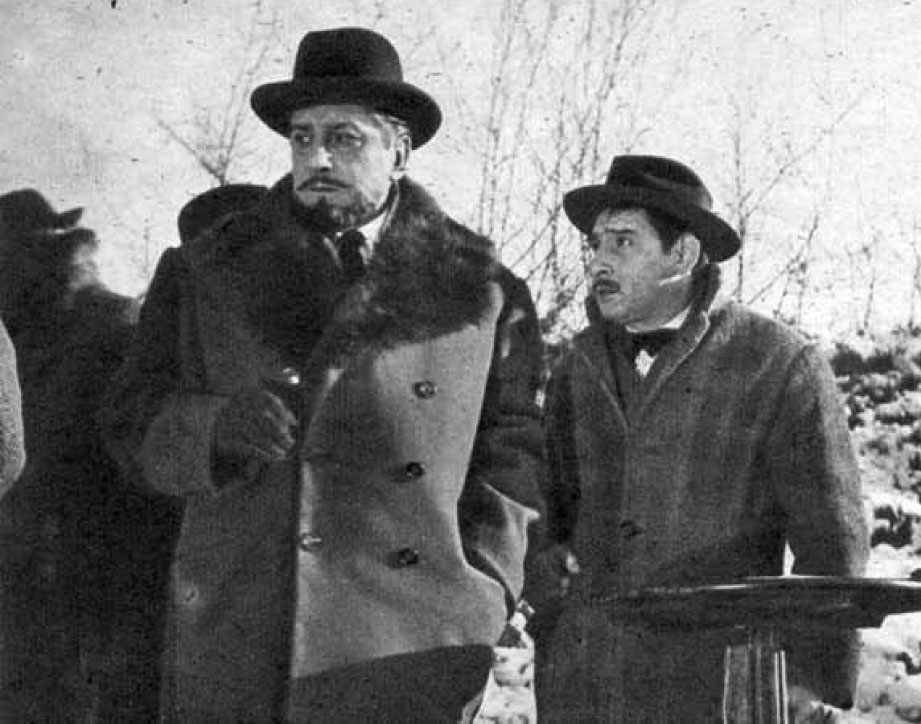
Stival y Renato Rascel en Il cappotto.

## Doblaje
- De Eugene Pallette en The Adventures of Robin Hood.
- De Guglielmo Sinaz en Sin novedad en el Alcázar.